# Криптологія
Криптологія  (від дав.-гр. κρυπτός — прихований, скритний і λόγος — слово) — розділ науки, що вивчає методи шифрування і дешифрування інформації. Вона поділяється на два розділи: криптографію та криптоаналіз.
Криптографія займається розробкою методів шифрування даних, у той час як криптоаналіз займається оцінкою сильних і слабких сторін методів шифрування, а також розробкою методів, які дозволяють зламувати криптосистеми.
Слово «криптологія» (англ. cryptology) зустрічається в англійській мові з XVII століття, і спочатку означало «скритність в мові»; в сучасному значенні було введено американським вченим Вільямом Фрідманом і популяризована письменником Девідом Каном 